# لاسلو رتسی
لاسلو رِتسی (مجاری: László Réczi؛ زادهٔ ۱۴ ژوئیهٔ ۱۹۴۷) کشتی‌گیر اهل مجارستان بود.